# Epyris
Epyris is een geslacht van vliesvleugelige insecten van de familie platkopwespen (Bethylidae).

## Soorten
- E. apterus Cameron, 1888
- E. arcuatus Kieffer, 1906
- E. bayeri Hoffer, 1935
- E. bilineatus Thomson, 1862
- E. biroi Moczar, 1966
- E. brevipennis Kieffer, 1906
- E. carbunculus Nagy, 1970
- E. corcyraeus Kieffer, 1907
- E. erythrocerus Kieffer, 1906
- E. evanescens Kieffer, 1906
- E. foveatus Kieffer, 1904
- E. fuscipalpis Kieffer, 1906
- E. gaullei Kieffer, 1906
- E. inermis Kieffer, 1906
- E. insulanus Kieffer, 1906
- E. longicollis Kieffer, 1906
- E. macrocerus Kieffer, 1906
- E. macromma Kieffer, 1906
- E. marshalli Kieffer, 1906
- E. maximus Berland, 1928
- E. minor Kieffer, 1906

- E. niger Westwood, 1832
- E. quinquecarinatus Kieffer, 1906
- E. rufimanus Kieffer, 1914
- E. sublevis Kieffer, 1904
- E. tardus Kieffer, 1906
- E. transversus Kieffer, 1906
- E. tricolor Cameron, 1888